# Лемты
Лёмты — поселок в Республике Коми. Входит в состав городского округа Вуктыл.

## Географическое положение
Поселок находится на берегу реки Лемъю на краю левобережной поймы Печоры, примерно в 23 км на запад от города Вуктыл.

## Климат
Климат умеренно-континентальный, с довольно суровой зимой, коротким прохладным летом. Климат формируется в условиях малого количества солнечной радиации зимой, под воздействием северных морей и интенсивного западного переноса воздуха. Средняя температура января — минус 19,7 ºС, июля — плюс 15,2 ºС. Средняя годовая температура воздуха за многолетний период составляет минус 2,6 ºС. Средняя продолжительность безморозного периода составляет 67 дней. Летом в ясные и особенно безветренные дни температура почвы обычно бывает значительно выше температуры воздуха: даже в районах вечной мерзлоты температура на поверхности почвы может доходить до плюс 40 ºС. Самым теплым месяцем года является июль (средняя месячная температура +16°С), самым холодным месяцем — январь (-19,5°С). Среднегодовая температура воздуха равна −2,7°С. Число дней со средней суточной температурой воздуха выше нуля градусов составляет 164.

## Население
| 2010 |
| ---- |
| 221  |

Постоянное население в 2006 году составляло 378 человек.
Национальный состав: русские 48 %, коми 29 % (2002).